# San Pedro (Metro de Los Ángeles)
San Pedro es una estación en la línea A del Metro de Los Ángeles y es administrada por la Autoridad de Transporte Metropolitano del Condado de Los Ángeles. Se encuentra localizada en el centro de Los Ángeles (California), entre Washington Boulevard y San Pedro Street.